# 牙醫的秘密
〈牙醫的秘密〉（英語：Dentist）是《探險活寶》第六季的第21集。在卡通頻道2014年11月28日播出。在這一集裡，阿寶牙疼，所以他看一群螞蟻由塔薩爾將軍領導的牙醫，他提供軍役換取護理牙醫的服務。阿寶很快跟小甜甜絕配，但他一直想殺死阿寶，想盡可能成為老皮最好的朋友。